# 오오누키 타에코
오오누키 타에코 (大貫 妙子, Ōnuki Taeko, 1953년 11월 28일 출생)는 일본의 가수이자 싱어송라이터이다. 시티 팝 장르에 큰 영향을 미쳤다.

## 젊은 시절과 초기 이력
오오누키 타에코는 1953년 도쿄의 스기나미구에서 태어났다. 그의 부친은 오오누키 켄이치로로, 2차 세계대전 당시 일본군 특별공격대 대원으로 복무했다.
1973년, 뮤지션 야마시타 타츠로, 무라마츠 쿠니오와 함께 "슈가 베이브"를 결성했다. 당시의 지배적인 음악 스타일은 하드록이었던 터라 대중은 그들의 음악에 크게 열렬히 반응하지 않았고, 단 3년 후에 그룹은 해체되었다. 1976년, 오오누키는 슈가 베이브와 같은 사운드를 담은 《Grey Skies》를 발표함으로 솔로 커리어를 시작했다. 다음해인 1977년에 발매된 그녀의 두번째이자 획기적 앨범인 《Sunshower》는, 전과는 많이 다르게 팝과 재즈를 섞은 스타일을 선보였다. 1978년, 프로듀서 오구라 에이지와 작업한 세번째 앨범 《Mignonne》를 발표했다. 하지만 대중성에 초점을 맞춘 작업은 그녀에게 힘들었고 앨범은 예상만큼 팔리지 않았다. 이후 2년 동안의 휴지기를 가졌다. 그리고 1980년부터 “Europe” 삼부작인 《Romantique》, 《Aventure》, 《Cliché》을 발표하며 좀 더 일렉트로닉한 사운드를 시도했다.

## 후기 이력
- 1998년, 영화 《도쿄 맑음》로 제21회 일본 아카데미상 음악상을 수상했다.
- 2005년 10월 5일부터 도쿄 FM 라디오 방송국 J-WAVE의 프로그램 " NIGHT STORIES "와 " THE UNIVERSE "의 수요일 DJ로 활동했다.
- 2006년 11워 2일, '게임보이 어드밴스' 게임인 마더 3의 사운드트랙 앨범이 발매되었는데, 오오누키가 부른 "We miss you 〜愛のテーマ〜"가 실렸다.
- 2006년에 닌텐도의 비디오 게임 시리즈 동물의 숲을 기반으로 만들어진 영화 동물의 숲의 테마송을 불렀다.[8]
- 2009년, 앨범 《A Long Vacation》에서 오타키 에이이치의 노래 "君は天然色 "를 커버했다.[9]
- 2020년 개봉된 영화 《사이다처럼 말이 톡톡 솟아올라》에 오오누키가 부른 "YAMAZAKURA"가 삽입되었다.[10]

## 음반 목록
| 앨범명                                   | 연도 | 레이블                |
| ---------------------------------------- | ---- | --------------------- |
| Grey Skies [グレイ・スカイズ]            | 1976 | Panam                 |
| Sunshower [サンシャワー]                 | 1977 | Panam                 |
| Mignonne [ミニヨン]                      | 1978 | RCA                   |
| Romantique [ロマンティーク]              | 1980 | RCA                   |
| Aventure [アヴァンチュール]              | 1981 | RCA                   |
| Cliche [クリシェ]                        | 1982 | RCA                   |
| Signifie [シニフィエ]                    | 1983 | Dear Heart            |
| Caye' [カイエ]                           | 1984 | Dear Heart            |
| Copine [コパン]                          | 1985 | Dear Heart            |
| アフリカ動物パズル                       | 1985 | Dear Heart            |
| Comin' Soon [カミング・スーン]           | 1986 | Dear Heart            |
| Pure Acoustic [ピュア・アコースティック] | 1987 | Dear Heart            |
| A Slice of Life [スライス・オブ・ライフ] | 1987 | Dear Heart, Midi Inc. |
| Purissima [プリッシマ]                   | 1988 | Midi Inc.             |
| New Moon                                 | 1990 | Midi Inc.             |
| Pure Drops                               | 1991 | Midi Inc.             |
| Drawing                                  | 1992 | Eastworld             |
| Shooting Star in the Blue Sky            | 1993 | Eastworld             |
| Tchou [チャオ！]                         | 1995 | Eastworld             |
| 東京日和                                 | 1997 | Eastworld             |
| Lucy [ルーシー]                          | 1997 | Eastworld             |
| Attraction [アトラクシオン]              | 1999 | Eastworld             |
| Ensemble [アンサンブル]                  | 2000 | Eastworld             |
| LIVE Beautiful Songs                     | 2000 | Eastworld             |
| Note [ノート]                            | 2002 | Eastworld             |
| One Fine Day [ワン・ファイン・デイ]      | 2005 | Virgin                |
| UTAU (with Ryuichi Sakamoto)             | 2010 | Commmons              |
| Tint (with Ryota Komatsu)                | 2015 | Sony Records Int'l    |
| Pure Acoustic 2018 "Live" On March 24    | 2018 | Columbia              |